# Episodi de La tata (terza stagione)
La terza stagione della serie TV La tata è andata in onda negli USA tra il 1995 e il 1996.
In Italia viene trasmessa dal 23 luglio al 21 agosto 1997 su Canale 5.
| nº | Titolo originale               | Titolo italiano                         | Prima TV USA      | Prima TV Italia  |
| -- | ------------------------------ | --------------------------------------- | ----------------- | ---------------- |
| 1  | Pen Pals                       | Il misterioso Lenny                     | 11 settembre 1995 | 25 luglio 1997   |
| 2  | Nanny and the Professor        | Francesca e il professore               | 18 settembre 1995 | 24 luglio 1997   |
| 3  | Dope Diamond                   | Jules, aitante e brillante              | 25 settembre 1995 | 26 luglio 1997   |
| 4  | A Fine Family Feud             | Frida: la grande sfida                  | 2 ottobre 1995    | 23 luglio 1997   |
| 5  | Val's Apartment                | Francesca se ne va                      | 9 ottobre 1995    | 28 luglio 1997   |
| 6  | Shopaholic                     | La spesomane                            | 16 ottobre 1995   | 30 luglio 1997   |
| 7  | Oy Vey, You're Gay             | Non perdiamo la calma                   | 23 ottobre 1995   |                  |
| 8  | The Party's Over               | Francesca va in galera                  | 6 novembre 1995   | 31 luglio 1997   |
| 9  | The Two Mrs. Sheffields        | Attenti alla mamma!                     | 13 novembre 1995  | 1º agosto 1997   |
| 10 | Having His Baby                | Scusi, mi aiuta a fare un figlio?       | 20 novembre 1995  |                  |
| 11 | The Unkindest Gift             | Sei personaggi in cerca di editore      | 27 novembre 1995  | 4 agosto 1997    |
| 12 | The Kibbutz                    | Maggie non va in convento               | 4 dicembre 1995   | 5 agosto 1997    |
| 13 | An Offer She Can't Refuse      | Bello, ricco e mafioso: lo sposo?       | 11 dicembre 1995  | 6 agosto 1997    |
| 14 | Oy to the World                | Il Natale è in pericolo                 | 18 dicembre 1995  | 24 dicembre 2011 |
| 15 | Fashion Show                   | Francesca va a Broadway                 | 8 gennaio 1996    | 7 agosto 1997    |
| 16 | Where's Fran?                  | La tata di Clinton                      | 15 gennaio 1996   | 8 agosto 1997    |
| 17 | The Grandmas                   | La cravatta del venerdì                 | 22 gennaio 1996   | 9 agosto 1997    |
| 18 | Val's Boyfriend                | Bruttina però tanto cretina!            | 5 febbraio 1996   | 11 agosto 1997   |
| 19 | Love is a Many Blundered Thing | Invito a sorpresa                       | 12 febbraio 1996  | 12 agosto 1997   |
| 20 | Your Feets Are Too Big         | Piedone di fata                         | 19 febbraio 1996  | 13 agosto 1997   |
| 21 | Where's the Pearls?            | Una perla in taxi                       | 26 febbraio 1996  | 14 agosto 1997   |
| 22 | The Hockey Show                | È bella... ma porta iella               | 4 marzo 1996      | 15 agosto 1997   |
| 23 | That's Midlife                 | Genitore... in blue jeans               | 11 marzo 1996     | 16 agosto 1997   |
| 24 | The Cantor Show                | L'unto del Signore... si può smacchiare | 29 aprile 1996    | 18 agosto 1997   |
| 25 | Green Card                     | Carta verde, lo sposo perde             | 6 maggio 1996     | 19 agosto 1997   |
| 26 | Ship of Fran's                 | Danzando sulle onde                     | 13 maggio 1996    | 21 agosto 1997   |
| 27 | Pup in Paris                   | Parigi: andata senza ritorno            | 20 maggio 1996    | 20 agosto 1997   |

## Il misterioso Lenny
- Titolo originale: Pen Pals
- Diretto da: Dorothy Lyman
- Scritto da: Jayne Hamil e Rick Shaw

### Trama
L'amico di penna di Francesca, tale Lenny, le chiede, dopo molti anni di corrispondenza, di vederla in un ristorante di New York. Francesca è preoccupata perché nel tempo ha raccontato molte bugie al suo corrispondente, come quello di essere un importante astronauta, di essere stata ospite al David Letterman Show e di aver vinto le Olimpiadi come velocista. Il signor Sheffield decide di accompagnarla all'appuntamento, e di attendere con lei l'arrivo di Lenny per evitarle avvicinamenti non graditi. 
 Francesca e Maxwell passano una buona serata, scherzando sulle abilità da play boy di lui e sulle serate mondane di lei con Lalla. Quando tra i due si è creata una certa sintonia, arriva un uomo molto attraente che Francesca crede essere Lenny e lo bacia con passione; l'uomo, si rivelerà poi invece un musicista dell'orchestra del ristorante. Subito dopo un cameriere dà a Francesca un biglietto di Lenny che le dice di essersene andato perché non può competere con l'affascinante uomo con cui era in compagnia, riferendosi al signor Sheffield, Francesca, invece si convince che Lenny l'abbia vista con il musicista. 
 Nel frattempo, mentre prepara una serata romantica a Maxwell, avendo frainteso le sue parole, C.C. viene ingannata da Niles. I due, finiscono con il bere molto vino e arrivano ad insultarsi varie volte, fino a culminare la serata con un bacio molto appassionato, che viene interrotto dall'arrivo di Maxwell e Francesca. I due rimangono sconvolti dalla scoperta, ma sia Niles che C.C. reagiscono con indifferenza.
- Guest Star: Florence Griffith-Joyner (sé stessa), David Letterman (sé stesso), Peter Marc Jacobson (cliente del ristorante), Dean Tarrolly (David Stavros)

## Francesca e il professore
- Titolo originale: Nanny and the Professor
- Diretto da: Dorothy Lyman
- Scritto da: Janis Hirsh

### Trama
Il fratello di C.C., Noel, è in città e si presenta a casa Sheffield. Qui, si fa convincere dalla sorella a partecipare ad una scommessa: far partecipare la tata a Jeopardy, un famoso quiz televisivo a base di cultura generale. Noel cerca in tutti i modi di inculcare un po' di conoscenza in Francesca ma l'impresa sembra disperata. Il professore riesce comunque a far partecipare Francesca al quiz, vincendo così la sfida con la sorella, che perde il suo cavallo purosangue.

 La tata inizialmente fa una figuraccia al quiz, per poi riprendersi con le ultime domande, a cui riesce a rispondere con lucidità. Ciò la porterà a vincere la puntata, con l'irrisoria cifra di 200$.

 In seguito, grazie a Roger Clinton che si è da poco trasferito accanto agli Sheffield, Francesca riesce a far ottenere a Maxwell un importante invito ad una festa presidenziale.
- Guest Star: Roger Clinton (sé stesso), Michael McKean (prof. Noel Bancock), Alex Trebek (sé stesso), John Bishop (Steward), Sue Goodman (Henrietta)

## Jules, aitante e brillante
- Titolo originale: Dope Diamond
- Diretto da: Dorothy Lyman
- Scritto da: Diane Wilk

### Trama
Francesca, da qualche mese, sta frequentando Giulio, un medico molto ricco e attraente. La relazione rende felicissima zia Assunta, che tenta in tutti i modi di spingere Francesca a rendere ancora più seria la sua relazione. Giulio sembra molto interessato a Francesca, tant'è che le chiede anche di sposarlo; Francesca si prende del tempo per decidere, ma zia Assunta insiste affinché si decida a sposarsi perché questa potrebbe essere la sua ultima possibilità. 
 Francesca accetta così la proposta di matrimonio ma mentre acquistano l'anello di fidanzamento, Giulio sparisce dalla gioielleria con un prezioso diamante. Francesca è costretta ad accettare il fatto di essere stata ingannata per consentire a Giulio di commettere il furto. 
 La delusione è tanta, soprattutto per zia Assunta. Le due, che si scontrano per l'esito di questa relazione, finiscono anche in terapia, in compagnia di Yetta. 
 Francesca rientra dalla terapia poco soddisfatta e convinta che l'amore arriverà, soprattutto perché sarà in grado di riconoscerlo e non si lascerà scappare un uomo bello, ricco, affascinante e con cui si sentirà a suo agio, il signor Sheffield la pensa come lei, e le ribatte che anche lui non si farebbe scappare una donna attraente, divertente e che ama i bambini. Nonostante queste confessioni, i due sembrano non accorgersi che ciò che cercano l'avrebbero già trovato l'uno nell'altra.
- Guest Star: Ian Buchanan (Giulio), Renée Taylor (zia Assunta), Ann Morgan Guilbert (zia Yetta), Cyndi James Gossett (terapista), Amanda Carlin (commessa della gioielleria)

## Frida: la grande sfida
- Titolo originale: A Fine Family Feud
- Diretto da: Dorothy Lyman
- Scritto da: Frank Lombardi

### Trama
È il sedicesimo compleanno di Maggie e Maxwell, grazie a C.C., ha affittato il Guggenheim Museum. La cosa non entusiasma molto la giovane che convince Francesca a chiedere al padre di poter festeggiare il suo compleanno nel night della sorella di Yetta, Frida. 
 Maxwell acconsente, ma la cosa non verrà ben vista da Assunta, che non va affatto d'accordo con Frida. Per non far scontrare Francesca con la zia, Maggie rinuncia a festeggiare nel locale di Frida ma Francesca fa incontrare le due rivali e, ricordando loro il solido legame che in passato le legava, le fa riappacificare. 
 La festa che è inizialmente un successo viene però interrotta da un nuovo litigio di Frida e Assunta che finiscono per trasformare la festa in una battaglia a cibo in faccia, dopo che loro stesse avevano cominciato a picchiarsi a suon di torte sul viso. 
 Il signor Sheffield arriva alla festa nel momento clou della battaglia di cibo e la interrompe, per poi farla riprendere non appena Maggie lo ringrazia per il successo strepitoso della festa.
- Guest Star: Lainie Kazan (zia Frida), Renée Taylor (zia Assunta)

## Francesca se ne va
- Titolo originale: Val's Apartment
- Diretto da: Dorothy Lyman
- Scritto da: Pamela Eells e Sally Lapiduss

### Trama
Spinta da zia Assunta, dal fatto che il signor Sheffield le rovina gli appuntamenti perché non sa gestire i suoi figli senza di lei e da una proposta di Lalla, Francesca decide di prendersi un appartamento in affitto con Lalla, dopo vivrà quando non baderà ai piccoli Sheffield. 
 Il signor Sheffield non vede di buon occhio la partenza della tata ma lei lascia casa Sheffield ugualmente. 
 L'appartamento, situato in un quartiere gay, vicino alla residenza dell'invadente Yetta, piccolo e sporco, non piace molto a Francesca, che ben presto rimpiange casa Sheffield; Maxwell, intanto, mal sopporta l'assenza di Francesca, perché trova la casa vuota e difficile la gestione dei figli. Nessuno dei due, comunque, rivela all'altro i propri malcontenti, fino a che, entrambi, convincono zia Assunta a fare una sceneggiata che convincerà i due a tornare a convivere. Zia Assunta resta al gioco, e Francesca rientra a casa.
- Guest Star: David Lander (proprietario dell'appartamento), Renée Taylor (zia Assunta), Ann Morgan Guilbert (zia Yetta), Rachel Chagall (Lalla), David Bowe (podologo)

## La spesomane
- Titolo originale: Shopaholic
- Diretto da: Dorothy Lyman
- Scritto da: Eric Cohen

### Trama
Lalla informa Francesca che Danny, il suo storico ex fidanzato, si sta per sposare con Heather, la ragazza per la quale l'ha lasciato. Per Francesca è un duro colpo, e, anche se sembra incassare bene, la tata comincia a fare molte compere. Francesca acquista regali per gli Sheffield e per sé stessa. Grace sembra la prima ad accorgersi che il comportamento di Francesca è preoccupante e ne parla con il padre. L'uomo inizialmente non dà importanza alla cosa, ma successivamente si rende conto che Francesca ha un serio problema e cerca di aiutarla iscrivendola ad un corso per dipendenti dallo shopping. 
 Quando sembra aver però risolto i suoi problemi, Francesca ruba la carta di credito di Niles e si reca in un negozio d'abbigliamento, Maxwell la raggiunge, e, cercando di rassicurarla sul fatto che troverà presto marito, la bacia con passione. Il bacio è un tale shock che la donna sviene e, rinvenendo, ha completamente scordato il gesto del signor Sheffield ma allo stesso tempo si rende conto di voler smettere con lo shopping compulsivo.
- Guest Star: Kelly Joy Beals (commesso #1), Adrienne Evans (commesso #2), Janine Jordaee (commesso #3), Philippe Simon (commesso #4)

## Non perdiamo la calma
- Titolo originale: Oy Vey, You're Gay
- Diretto da: Dorothy Lyman
- Scritto da: Eileen O'Hare

### Trama
Il signor Sheffield, dopo una serata di festa, rientra a casa ubriaco. La mattina dopo Maxwell confida alla tata di aver bevuto molto la sera prima poiché rattristato dal fatto che nessuna donna l'avesse degnato di uno sguardo. Francesca gli fa capire che ciò è dovuto alla fede nuziale che il signor Sheffield porta ancora al dito, e così, sia lei che C.C., anche se per ragioni diverse, lo convincono ad assumere un pubblicitario che cambi la sua immagine. A casa Sheffield si presenta una bellissima donna, Sydney Mercer, che viene assunta come pubblicitaria. 
 La vicinanza di Sydney cambia da subito Maxwell, che si invaghisce della donna. La Mercer cambia il look di Sheffield, rendendolo più sportivo e facendolo entrare a molti party alla moda. 
 Sia Niles che Francesca si convincono che il signor Sheffield e Sydney si sposeranno presto ma quest'ultima rivela alla tata di essere lesbica. 
 Francesca, sapendo che il signor Sheffield sta aspettando la Mercer ad una festa, si presenta così al suo posto. Prima di raggiungere la sala della festa, però, l'ascensore si blocca e lì Francesca rivela al signor Sheffield l'omosessualità di Sydney, Maxwell ci rimane molto male e si rattrista, ma Francesca lo rassicura dicendogli che un uomo come lui troverà ben presto una donna del suo livello.
- Guest Star: Catherine Oxenberg (Sydney Mercer)

## Francesca va in galera
- Titolo originale: The Party's Over
- Diretto da: Dorothy Lyman
- Scritto da: Caryn Lucas

### Trama
Maxwell e C.C. stanno per partire per Boston ma Niles, per fare uno dei suoi soliti scherzi alla Babcock, convince il signor Sheffield a portare anche i figli. Maggie ottiene dal padre il permesso per rimanere a casa e lui parte con il resto della famiglia e C.C..

 Nel frattempo Lalla e Francesca si mettono d'accordo per dare una festa a pagamento per soli single. Il locale della festa, però, subisce un incendio e, dietro proposta di Maggie, Francesca sposta la festa a casa Sheffield. 
 Durante i festeggiamenti Francesca conosce diversi uomini, che però hanno tutti qualche particolarità che spaventa la tata. L'unico che sembra normale è Jeff, il quale però si rivela essere un poliziotto in incognito che arresta Francesca per party abusivo e detenzione illegale di alcolici. 
 La tata subisce un processo nel quale viene difesa dallo zio Mario che però la mette ancora più nei guai. A salvare la situazione sarà Maxwell che nel frattempo è tornato da suo viaggio; essendo però lui il proprietario della casa, tocca a lui pagare la multa inflitta a causa della festa di Francesca.
- Guest Star: Milton Berle (zio Mario), Rachel Chagall (Lalla), Kane Picoy (Jeff), Allan Rich (giudice), Merrick Deamon, Kevin Light, Andrew Steel, Rob Corddry

## Attenti alla mamma!
- Titolo originale: The Two Mrs.Sheffield
- Diretto da: Dorothy Lyman
- Scritto da: Diane Wilk

### Trama
La madre del signor Sheffield è in città. Francesca, che ancora non la conosce, si scontra con la donna in una fioreria a causa di un mazzo di fiori che entrambe desiderano. 
 Giunta a casa Sheffield, Elizabeth rincontra Francesca. La donna, che ha con Maxwell un rapporto molto critico, cerca subito di farla licenziare perché preoccupata che tra loro possa nascere qualcosa, come accaduto tra suo marito e la segretaria. Maxwell, per ripicca, chiede a Francesca di sposarlo davanti alla madre. Francesca ne è entusiasta e con la complicità di Lalla e zia Assunta, comincia già a provarsi gli abiti per il matrimonio. 
 Parlando con Lalla della futura suocera e del rapporto che lei ha con Maxwell, però, Francesca si rende conto che la proposta di matrimonio non è altro che un modo del signor Sheffield di far arrabbiare la madre. Francesca, così, a casa della zia, fa credere a Maxwell di essere molto felice per il matrimonio, ma, dopo l'arrivo di Elizabeth fa capire a Maxwell di sapere la verità e così Maxwell rivela la ripicca alla madre, che gli promette di comunicare di più con lui, per poi andarsene però subito dopo con il suo autista, nonché amante.
- Guest Star: Dina Merrill (Elizabeth Sheffield), Renée Taylor (zia Assunta), Rachel Chagall (Lalla), Richard Julian (fiorista), Craig Damon (uomo nella fioreria)

## Scusi, mi aiuta a fare un figlio?
- Titolo originale: Having His Baby
- Diretto da: Dorothy Lyman
- Scritto da: Erik Mintz

### Trama
Francesca riceve una cartolina con la foto di Giuditta, la figlia che il suo ex Danny ha avuto con la moglie Heather. Successivamente, a casa Sheffield, Francesca incontra Monica Baker, una famosa attrice. Conversando con la diva, la tata viene a sapere che Monica ha avuto un figlio tramite la banca del seme. Nel pomeriggio Francesca rivela a Lalla di voler provare ad avere un figlio in provetta, visto che ormai gli anni passano e lei non ha nessun uomo. Le due ragazze si recano così alla banca del seme.

 Il giorno dopo Monica porta il figlioletto Zack a casa Sheffield, e chiede a Francesca di occuparsene. Malgrado la gestione del piccolo non sia tra le più semplici, Francesca ne è contentissima. Badare al piccolo la convince di voler condividere la crescita di un bambino con un uomo.
- Guest Star: Renée Taylor (zia Assunta), Rachel Chagall (Lalla), Donna Dixon (Monica Baker), Barbara Howard (impiegata alla banca del seme), Skyler Littlefield (Zack Baker)

## Sei personaggi in cerca di editore
- Titolo originale: The Unkindest Gift
- Diretto da: Dorothy Lyman
- Scritto da: Frank Lombardi

### Trama
Francesca, con il suo solito intuito, capisce di dover spedire un manoscritto redatto da Maxwell a vari editori e di iscrivere un video amatoriale della circoncisione del figlio di un parente di zia Assunta che Brighton ha filmato ad un concorso per giovani registi esordienti. 
 Il manoscritto viene rifiutato da diversi editori, mentre invece il video di Brighton viene scelto per la finale del concorso, che si terrà a Hollywood. Qui Francesca, non volendo fa irruzione nel set de La signora del West, conoscendo i due attori protagonisti Jane Seymour e Joe Lando. La donna viene sbattuta fuori dagli studios, così si perde la premiazione di Brighton, che arriva secondo.
- Guest Star: Renée Taylor (zia Assunta), Ann Morgan Guilbert (zia Yetta), Jane Seymour (sé stessa), Joe Lando (sé stesso), Lawrence Mandley (guardia), Mort Drescher (zio Stanley), Lorna Luft (cugina Susan)

## Maggie non va in convento
- Titolo originale: The Kibbutz
- Diretto da: Dorothy Lyman
- Scritto da: Frank Lombardi

### Trama
Il signor Sheffield è preoccupato perché Maggie occupa troppo del suo tempo a baciarsi con il suo ragazzo. Dato che Natale è ormai è alle porte, e quindi la ragazza sarà più libera, Maxwell decide di mandarla in un kibbutz in Svizzera. 
 Ciò riporta Francesca agli anni della sua gioventù, quando era da poco arrivata in America e litigava con zia Assunta a causa di ciò che aveva combinato nella sua esperienza nel kibbutz, qui, infatti, Francesca aveva conosciuto Yossi e aveva con lui perso la verginità. Quando il signor Sheffield viene a saperlo si preccupa perché teme che a Maggie capiti lo stesso e così, per rimediare alla sua scelta, parte con Maggie e tutta la famiglia per il kibbutz svizzero, dove Francesca reincontra Yossi e Maggie il figlio di questo.

 Nel frattempo, dopo una serie di schermaglie in cui C.C. rivendica a Niles di essere troppo parsimonioso, il maggiordomo decide di andare in vacanza, ma, arrivato ai Tropici, vi incontra C.C., che ha avuto la sua stessa idea.
- Guest star: Renée Taylor (zia Assunta), Rachel Chagall (Lalla), Ann Morgan Guilbert (zia Yetta), Virginia Graham (sé stessa), Ofir Anschel (Yossi), Michael Dow (figlio di Yossi), Bryan Kirkwood (ragazzo di Maggie)

## Bello, ricco e mafioso: lo sposo?
- Titolo originale: An Offer She Can't Refuse
- Diretto da: Dorothy Lyman
- Scritto da: Jayne Hamil e Rick Shaw

### Trama
Dopo un'esercitazione al violino di Grace con un suo compagno di scuola Frankie, Francesca conosce il padre del bambino: Tony Tatorri. L'uomo, divorziato e dall'indubbio fascino, fa da subito breccia nel cuore di Francesca, che accetta di uscire con lui. 
 All'appuntamento, dopo già una serie di indizi non colti, Francesca ha definitivamente modo di capire che Tony è invischiato con la mafia, avendo lui una serie di guardie del corpo e facendo commettere un omicidio nel ristorante in cui lui e Francesca si trovano a mangiare. 
 Preoccupata sul come chiudere la relazione, la tata si confida con Lalla ma sarà Maxwell a risolvere la situazione: dopo una serie di schermaglie di gelosia, assume Tony come sostituto di un tenore per il suo prossimo spettacolo teatrale a patto che lui chiuda con la tata. Sheffield si pentirà dell'assunzione non appena scopre che l'uomo è un mafioso.
- Guest Star: Rachel Chagall (Lalla), Burke Moses (Tony Tatorri), Justin Jon Ross (Frankie Tatorri), John Lamotta (proprietario del ristorante), Roy Carry (guardia del corpo di Tony)

## Il Natale è in pericolo
- Titolo originale: Oy to the world
- Diretto da: Lauren Macmullan
- Scritto da: Fran Drescher, Robert Sternin, Prudence Fraser e Peter Marc Jacobson

### Trama
Brighton si comporta in modo molto egoistico, e Francesca vorrebbe fargli capire che a Natale è molto più bello dare che ricevere e decide di accompagnare il giovane in un rifugio per senzatetto, accompagnati dal cane di C.C., Castagna. Durante il tragitto, però, i tre vengono coinvolti in una bufera di vento che li porterà in un mondo fantastico in cui faranno la conoscenza del folletto Elvis (molto simile a Niles). Elvis informerà Francesca e Brighton che il Natale è in pericolo a causa di un'entità misteriosa chiamata Babcock.
In seguito i tre conoscono anche Babbo Natale (molto simile a Maxwell), che chiede loro aiuto per salvare il Natale. Francesca organizza così una festa, con l'intento di sconfiggere Babcock, ma l'entità si presenta all'inizio della festa spazzando via tutti. Francesca, però, non affatto intimorita, ferma l'entità e le chiede il perché di tanta cattiveria. Babcock le spiega che si sente sola e a causa di ciò vuol far sentire tutti soli. Francesca le presenta l'uomo della pioggia, e i due si allontanano insieme. 
 Dopo l'uscita di scena di Babcock, Babbo Natale si fa accompagnare da Castagna, Francesca, Brighton e Elvis in ogni casa, a dispensare regali.
Giunti all'ultimo edificio del viaggio, un orfanotrofio, Babbo Natale si rende conto di non avere più doni; Brighton decide così di regalare i suoi regali ai bambini orfani. Dopo questo gesto, Francesca e i suoi due compagni di viaggio tornano al mondo reale e rincontrano il signor Sheffield, Grace e Maggie.
- L'episodio è uno speciale natalizio, sotto forma di cartone animato, che è andato in onda in Italia, per la prima volta, il 24 dicembre 2011 su Fox Retro. In USA, dopo la prima trasmissione del 18 dicembre 1995, l'episodio non è mai più stato replicato. L'episodio ha una sigla propria, simile a quella della serie a cui appartiene, ma creata appositamente per questo speciale.

## Francesca va a Broadway
- Titolo originale: Fashion Show
- Diretto da: Dorothy Lyman
- Scritto da: Eileen O'Hare, Chris Alberghini e Mike Chessler

### Trama
Dopo una prima teatrale, Francesca che per la fretta messale dal signor Sheffield era uscita con una borsa non coordinata al vestito, viene criticata dai giornali come un'icona del cattivo. Per la tata, da sempre attenta alla moda, è un duro colpo. 
Maxwell, che si sente in colpa, le affida allora l'organizzazione dei costumi per uno spettacolo teatrale di beneficenza. C.C. lo critica molto, dicendogli che ha ingaggiato la tata solo perché attratto da lei, Maxwell rinnega ogni accusa. 
 In seguito, quando Maxwell si fa mostrare da Francesca i costumi, capisce di aver fatto una pessima scelta e teme un fiasco. 
 Alla prima, però, lo spettacolo di Maxwell riceverà critiche molto positive, ma il merito andrà tutto a Todd Oldham, lo stilista suo parente a cui la tata ha chiesto aiuto, e a C.C., che nel momento in cui Maxwell sta presentare la sua collaboratrice, spunta prendendosi tutti i meriti.
- Guest Star: Todd Oldham (sé stesso)

## La tata di Clinton
- Titolo originale: Where's Fran?[26]
- Diretto da: Dorothy Lyman
- Scritto da: Sally Lapiduss

### Trama
Francesca ha scoperto che Maggie e il suo ragazzo fumano. La tata decide di farsi sorprendere a fumare da Maxwell così che Maggie si spaventi alla reazione del padre e smetta senza scontrarsi con lui. Il signor Sheffield ha una reazione molto forte e, colto dall'ira, definisce Francesca una stupida. La tata, offesa, lascia la casa degli Sheffield. 
 Maxwell, molto preoccupato, ma allo stesso tempo convinto di aver ragione, si fa prendere dai ricordi e ritorna alla mente alle molte situazioni vissute con Francesca, così fanno anche Niles e C.C.. Nel cercarla, Maxwell chiede aiuto anche a Assunta, che però non sa nulla e dice di non volersi immischiare. Poco dopo Maxwell ascolta una conversazione fra Maggie e il suo ragazzo, in cui la figlia rivela al fidanzato di aver capito il trucco di Francesca. Dietro suggerimento di Niles, Maxwell, molto dispiaciuto, trova Francesca a casa di Roger Clinton, mentre è al telefono con Hillary Clinton, che sembra interessata a volerla come tata. 
 Maxwell, per paura di perderla, fa capire a Francesca quanto sia importante per lui e la tata decide di tornare a casa, anche perché la telefonata con la first lady non era altro che una burla. 
- Guest Star: Renée Taylor (zia Assunta), Rachel Chagall (Lalla), Ann Morgan Guilbert (zia Yetta), Roger Clinton (sé stesso), Bryan Kirkwood (ragazzo di Maggie)

## La cravatta del venerdì
- Titolo originale: The Grandmas
- Diretto da: Dorothy Lyman
- Scritto da: Caryn Lucas

### Trama
Francesca accusa il signor Sheffield di essere troppo prevedibile e abitudianario. L'uomo, così, comincia a spremere le meningi per stupire la tata. 
 Nel frattempo, Grace rivela a Francesca di non volere che l'accompagni a casa di un'amica, perché ormai si sente pronta per andarci sola. Francesca ne soffre moltissimo e si fa consolare da zia Assunta, che, dal canto suo, le dice di aver rotto con lo zio Antonio. Per Francesca è un altro duro colpo e decide di far riappacificare gli zii chiedendo aiuto a Yetta e alla madre di Antonio, Nettie (che nella versione originale, così come Yetta, è la nonna di Francesca). 
Le due signore non sembrano molto rattristate dalla lite tra Assunta e Antonio e Francesca decide così di parlare con lo zio, ma, quando si reca a casa di Nettie, vi ci trova Assunta, che si è appena riappacificata, anche carnalmente, con Antonio. 
 Tornata a casa Francesca ritrova il signor Sheffield in ambiti sgargianti che beve champagne e dà a Maggie il permesso per andare ad una festa che termirà a notte fonda. La tata è stupita dal cambiamento del suo datore di lavoro, ma capisce che per lei la prevedibilità di Sheffield è vitale per poter accogliere favorevolmente l'imprevedibilità delle altre persone della sua vita. Giunta a questa consapevolezza, Francesca convince il signor Sheffield a ritornare il prevedibile padre di famiglia che è.
- Guest Star: Renée Taylor (zia Assunta), Ann Morgan Guilbert (zia Yetta), Marylin Cooper (Nettie)

## Bruttina però tanto cretina!
- Titolo originale: Val's Boyfriend
- Diretto da: Dorothy Lyman
- Scritto da: Erik Mintz

### Trama
In un bar, Francesca e Lalla incontrano Pauly, che da subito si dimostra interessato a Lalla. I due cominciano a frequentarsi, così Francesca si lamenta di sentirsi sola ed è sempre più triste per via della sua condizione di single. 
 La tata, però, ha subito modo di ricredersi sulla relazione di Pauly e Lalla perché, in un momento d'affetto, Pauly palpa il sedere di Francesca. Inizialmente la tata non dice niente all'amica, ma, dopo che Pauly la bacia con passione, Lalla li scopre e rompe la relazione con il suo nuovo fidanzato. 
 Nel frattempo l'unione lavorativa di Maxwell e C.C. è in crisi perché lei vorrebbe maggiore riconoscimento, ma Sheffield non sembra intenzionato a concedergliene. C.C. abbandona Maxwell e dice di voler fondare una società con Beo Hamlisch, un famoso compositore di opere musicali. In realtà, però, la donna si sta inventando tutto sperando che Maxwell si ricreda con questo espediente e lo rivela a Francesca. Sarà proprio la tata a far ritornare Sheffield sui suoi passi, invitando a casa un sosia di Hamlisch che è in realtà è suo zio Alan, che fa credere a Maxwell di essere interessato a C.C.; il signor Sheffield, così, non può che riconoscere l'importanza del lavoro di C.C. e darle un giusto riconoscimento.
- Guest Star: Marvin Hamlisch (Alan Neider), Rachel Chagall (Lalla), James DiStefano (Pauly)

## Invito a sorpresa
- Titolo originale: Love is a Many Blundered Thing
- Diretto da: Dorothy Lyman
- Scritto da: Sally Lapiduss

### Trama
È San Valentino e Francesca è contenta perché uscirà con Jeff, un bel ragazzo con cui si è vista già diverse volte in passato ma con cui non ha mai concluso nulla. Poche ore prima del suo appuntamento, però, la tata riceve un invito misterioso da un ammiratore segreto, e lei, credendo che si tratti del signor Sheffield, decide di andarci, anche se è mezz'ora dopo il suo appuntamento con Jeff.

 Francesca rende molto veloce l'uscita con Jeff e si reca all'appuntamento con il suo ammiratore, che si rivelerà essere Tommy, un compagno di scuola di Brighton che è da sempre innamorato di lei. 
 La tata così rientra a casa abbattuta, soprattutto perché, per ringraziare Sheffield, ha fatto affiggere un cartello a Broadway con una dichiarazione d'amore per lui a caratteri cubitali. 
 Per rimediare al danno, Francesca cerca, in compagnia di Lalla, di cancellare il messaggio, che si trova a venti metri d'altezza, ma i risultati sono scarsi. Maxwell, che ha saputo la verità da Niles, si reca lì, ma, mentre la consola e sta per rubarle un bacio, arrivano i pompieri che credevano i due in pericolo di vita, trovandosi ad un'altezza così elevata.
- Guest Star: Rachel Chagall (Lalla), Kane Picoy (Jeff), Michael Bacall (Tommy Altam)

## Piedone di fata
- Titolo originale: Your Feet Are Too Big
- Diretto da: Dorothy Lyman
- Scritto da: Sally Lapiduss

### Trama
Mentre assieme a Grace accompagna Zia Assunta da un chirurgo plastico, Francesca viene a sapere che con l'età alle donne ingrossano i piedi. Questa notizia preoccupa molto la tata, visto che deve partecipare ad un galà di ex colleghe modelle di calzature e i suoi piedi non calzano più il perfetto numero 37.

Francesca comincia a fare strani sogni in cui alla festa viene umiliata per via dei suoi piedi super abbondanti e in cui il signor Sheffield la consola con un bacio mozzafiato. Svegliandosi da questi sogni, Francesca viene veramente consolata da Sheffield, anche se in modo diverso, che l'accompagna anche alla festa dove fa credere a tutti che lui sia il marito. Al signor Sheffield ciò non sembra dispiacere ma, tornati a casa, ancora una volta, i due sembrano non voler rendersi conto che sarebbero perfetti l'uno per l'altra.
- Guest Star: Renée Taylor (zia Assunta), John Astin (dottor Roberts), John Bishop (venditore di scarpe), Athena Ashburn (modella)

## Una perla in taxi
- Titolo originale: Where's the Pearls?
- Diretto da: Dorothy Lyman
- Scritto da: Frank Lombardi

### Trama
A casa Sheffield c'è grande attesa per l'arrivo di Elizabeth Taylor, che è stata scritturata per un'opera prodotta da Maxwell e C.C..
Francesca, inizialmente esclusa dal grande evento, chiude Niles in cucina e si presenta per prima alla grande attrice, seguita poi anche da zia Assunta e, anche se troppo tardi, da Yetta. La Taylor è un po' interdetta da ciò che la tata le racconta, ma, decide di affidarle una collana di perle, affinché lei chiami qualcuno perché la porti all'agenzia pubblicitaria cui dovrà recarsi per girare uno spot. Sotto consiglio di zia Assunta, però, Francesca decide di portarla lei stessa a destinazione e parte in taxi. Nella vettura Francesca conosce Cozette, una tassista in crisi d'amore con cui avrà un incidente che le farà perdere alla sia la collana che la memoria. Tutti gli Sheffield vanno a trovare Francesca all'ospedale e si preoccupano delle sue condizioni, anche se Maxwell vorrebbe che la donna riacquistasse presto la memoria per far riavere le perle alla Taylor. La memoria viene riacquistata grazie a zia Assunta, che nomina alla nipote una cugina che si sta per sposare. Nonostante la memoria ritrovata, la collana rimane dispersa (ma la voce fuori campo di Francesca rivela che la collana era in realtà falsa).
- Guest Star: Elizabeth Taylor (sé stessa), Rosie O'Donnell (Cozette), Renée Taylor (zia Assunta), Ann Morgan Guilbert (zia Yetta), Steve Blackwood (dottore), Casey Williams (infermiera)

## È bella... ma porta iella
- Titolo originale: The Hockey Show
- Diretto da: Dorothy Lyman
- Scritto da: Robbie Schwartz

### Trama
Mentre è in un bar con Lalla, Francesca incontra Mike LaVoe, il campione di hockey, che le chiede di uscire. L'uomo è molto attraente e la relazione è ben vista da tutti i conoscenti della tata, Sheffield inclusi. Al primo appuntamento, però, Francesca si rende conto che Mike è superstizioso a livelli maniacali e decide di chiudere con lui. Il giorno seguente, quando parla con gli Sheffield della sua scelta però, tutti le sconsigliano di chiudere la relazione per paura che LaVoe ritiri i biglietti per la partita prenotati per loro, Francesca è così costretta a partecipare alla partita, in qualità di porta fortuna. La donna viene osannata dai tifosi, ma la partita non va bene e, quando Mike scopre che Francesca calza un paio di scarpe rosse che portano sfortuna, la caccia dallo stadio. 
 
Il giorno seguente Francesca viene additata da tutta la stampa come una iettatrice. Il signor Sheffield decide di intervenire, parlando con Mike, ma, quando si reca da lui, incontra Ron Greschner e altri campioni di hockey e si lascia prendere dall'euforia. Francesca, così, risolve da sola i suoi problemi, andando negli spogliatoi della squadra e facendo uno spogliarello super sexy per Mike, che, dopo ciò, ritira le sue dichiarazioni sul portare sfortuna della Cacace.
- Guest Star: Renée Taylor (zia Assunta), Rachel Chagall (Lalla), Ron Greschner (sé stesso), Anthony Abbado (Mike LaVoe), Jeff Mooring (commentatore TV)

## Genitore... in blue jeans
- Titolo originale: That's Midlife
- Diretto da: Dorothy Lyman
- Scritto da: Caryn Lucas

### Trama
Il signor Sheffield entra in crisi in seguito ad una stroncatura del suo ultimo musical prodotto. Per tirarlo su di morale, Francesca gli chiede di giocare a tennis con lei, ma l'uomo perde clamorosamente; la sconfitta manda ulteriormente in crisi Maxwell, che diventa intrattabile. Parlandone con Niles e con i ragazzi, Francesca si convince che la cosa migliore sia mandare il signor Sheffield in terapia. Qui l'uomo capisce di avere ancora delle possibilità, nonostante a 42 anni si senta un perdente. Maxwell cambia look, diventando molto più sportivo e acquista una spider.

 Mentre si fa consigliare da zia Assunta su come confortare il signor Sheffield, Francesca riceve la visita dell'uomo, che la invita a fare un giro con la sua nuova auto. Francesca, però, parlandogli, lo convince che ha ottenuto moltissime cose dalla vita, e che non sarà una stroncatura a renderlo un perdente. Il signor Sheffield torna in sé ma prima offre a Francesca una spericolata corsa in automobile...
- Guest Star: Monica Seles (sé stessa), Joyce Brothers (sé stessa), Renée Taylor (zia Assunta)

## L'unto del Signore... si può smacchiare
- Titolo originale: The Cantor Show
- Diretto da: Dorothy Lyman
- Scritto da: Diane Wilk

### Trama
Francesca, zia Assunta e le ragazze Sheffield si recano in Sinagoga per conoscere Gary Isaacs, il cantore amico della cugina Susan.
Francesca e l'uomo fanno subito amicizia, tanto che lei lo porta subito a casa. Qui Gary conosce Maxwell, C.C. e il famoso compositore Burt Bacharach, che sentendo la potente voce dell'amico di Francesca, chiede a Maxwell di scritturarlo per il loro spettacolo. 

Gary, così, annuncia ad una festa in casa di zia Assunta in cui partecipa tutta la congregazione di voler lasciare la sinagoga per dedicarsi esclusivamente al teatro. Tutti i fedeli se la prendono con zia Assunta, che teme che il Dio degli ebrei si vendichi su di lei. Francesca e Maxwell non credono agli avvertimenti di Assunta e Gary, dopo un incidente al protagonista dello spettacolo, viene scritturato come suo sostituto.

 Tutto sembra girare per il verso giusto, ma in seguito a Gary viene offerta una parte ad Hollywood, che accetta con il beneplacito di Maxwell, che tanto sa che il contratto non gli consentirà di andarsene; quello che Sheffield ancora non sa, però, è che C.C. non glielo ha ancora fatto firmare e così Maxwell perde il protagonista dello spettacolo e, come al solito, se la prende con Francesca sotto gli occhi di un'impotente Lalla.
- Guest Star: Burt Bacharach (sé stesso), Renée Taylor (zia Assunta), Rachel Chagall (Lalla), Philip Casnoff (Gary Isaacs), Manny Kleinmuntz (rabbino)

## Carta verde, lo sposo perde
- Titolo originale: Green Card
- Diretto da: Dorothy Lyman
- Scritto da: Rick Shaw e Jean Ford

### Trama
Brighton riceve un brutto voto in francese e il signor Sheffield decide di fargli prendere delle lezioni private. Francesca si occupa delle selezioni degli insegnanti e assume Philippe, un affascinante madrelingua francese, di cui la tata subisce da subito il fascino. Philippe si occupa così dell'istruzione di Brighton anche se, in realtà, sembra molto più interessato a conoscere Francesca, tant'è che le chiede anche di uscire.

 I due cominciano una relazione, mal vista dal signor Sheffield che, ingelosito, cerca in ogni modo di screditare il francese agli occhi della tata. Dopo pochi appuntamenti Philippe chiede a Francesca di sposarlo e lei, molto entusiasta, accetta. Zia Assunta è molto eccitata dal prossimo matrimonio, anche se inizialmente viene delusa perché pensava fosse stato Sheffield a chiedere in sposa la nipote. 
 La nuova coppia, però, deve superare uno scoglio: devono passare i controlli statali che valutano l'autenticità di una coppia costituita da una cittadina statunitense e un emigrato. Il signor Sheffield, saputo questo, si convince che Philippe sia un approfittatore. Superati i controlli, Francesca comincia a fare progetti per il suo matrimonio ma, quando Philippe rimane da solo con C.C. tenta un approccio con lei. Niles, che ha assistito al fatto, convince la donna a rivelare tutto a Maxwell, perché così eviterà che lui e la tata si avvicinino una volta che il matrimonio naufragherà, C.C. si lascia convincere e rivela tutto. La relazione tra Philippe e Francesca, così, termina e Maxwell porta a cena Francesca per consolarla, sotto gli occhi di una delusa C.C..
- Guest Star: Renée Taylor (zia Assunta), Paolo Seganti (Philippe), Gloria Gifford (ufficiale dell'INS)

## Danzando sulle onde
- Titolo originale: Ship of Fran's
- Diretto da: Dorothy Lyman
- Scritto da: Diane Wilk

### Trama
Francesca ha in programma una crociera in compagnia di Lalla, dove, a detta di una chiromante, dovrebbe incontrare l'uomo della sua vita e danzare con lui sull'acqua. Maxwell, un po' preoccupato che la tata possa trovare davvero l'uomo dei suoi sogni, decide di partire con lei in compagnia dei ragazzi, di Niles, C.C., gli zii di Francesca e Yetta. Francesca non è molto entusiasta della presenza dei parenti e degli Sheffield in crociera ma, nonostante questo, si gode le vacanze passando ore spensierate. Grazie a zia Assunta conosce Steve, un bel ragazzo molto interessato a lei che le chiede di partecipare alla gara di mambo che si terrà sulla nave.

Maxwell mal digerisce la presenza di Steve nella vita di Francesca e diventa invadente e, confidandosi con Niles, ammette di non voler perdere la tata. La sera della gara Steve viene arrestato perché clandestino, Maxwell, così, si sostituisce a Steve nella gara.

Nel frattempo Niles si dà al gioco al casinò della nave e scopre scioccato che la presenza della signorina Babcock gli porta una gran fortuna; il maggiordomo, così, cambia completamente atteggiamento con la donna che ha sempre detestato.
- Guest Star: Renée Taylor (zia Assunta), Rachel Chagall (Lalla), Ann Morgan Guilbert (zia Yetta), David Starzyk (Steve Goodman)

## Parigi: andata senza ritorno
- Titolo originale: A Pup in Paris
- Diretto da: Dorothy Lyman
- Scritto da: Diane Wilk

### Trama
Per uno scambio di valigie, Francesca e Castagna si ritrovano in viaggio per Parigi con il signor Sheffield.
Le veci della tata saranno prese da Yetta.

 Giunti a destinazione, Maxwell incontra suo fratello Nigel e cerca di convincerlo a chiudere il night club di cui il fratello è proprietario perché lo ritiene incapace di gestirlo. I due litigano in maniera molto violenta, tanto da convincere Maxwell a ritornare in America, sarà Francesca a convincerlo a fare un ultimo tentativo.
 Prima di recarsi al club di Nigel, il signor Sheffield, Francesca e Castagna visitano Parigi e, alla sera, dopo un'esibizione di Eartha Kitt, Maxwell si convince che nonostante sia molto impulsivo, il fratello ha tutti i diritti e le capacità per gestire il suo locale. 
 Osservando l'intraprendenza del fratello, anche a Maxwell viene voglia di essere meno impostato, ma non ci riesce e riparte per New York. Durante il viaggio di ritorno, però, l'aereo ha un guasto e sembra vicino al precipitare. Vedendo vicina la morte, Francesca e Maxwell si dichiarano finalmente innamorati e si scambiano un bacio appassionato.
- Guest Star: Eartha Kitt (sé stessa), Ann Morgan Guilbert (zia Yetta), Harry Van Gorkum (Nigel Sheffield), Philippe Bergeron (cameriere dell'hotel), Dorothy Lyman (hostess)